# Гоцковский, Иоганн Эрнст
Иоганн Эрнст Гоцковский (нем. Johann Ernst Gotzkowsky; 21 ноября 1710, Хойнице, — 9 августа 1775, Дрезден) — прусский коммерсант, торговавший шёлком, тафтой, фарфором, зерном и векселями. Крупный торговец произведениями искусства и коллекционер. Приобретение Екатериной II в 1764 году коллекции картин Гоцковского считается датой основания Картинной галереи Императорского Эрмитажа.

## Биография
Родился в небогатой дворянской семье в Пруссии, в возрасте пяти лет остался сиротой. Родители умерли из-за эпидемии чумы, которая вспыхнула в Европе после Северной Войны. Был забран на воспитание родственниками из Дрездена, которые пренебрегли его образованием. В возрасте четырнадцати лет он отправился к брату в Берлин и устроился на работу в фирму «Москательная торговля Шпрегеля», где обучался азам предпринимательства до 1730 года. После того как фирма его работодателя прогорела, вместе с братом открыл лавку по торговле галантерейным товаром. Довольно быстро он приобрёл большое количество клиентов из высших слоев общества, среди которых был и кронпринц Фридрих, который, став королём, не только сделал его официальным поставщиком королевского двора, но и предложил Гоцковскому заняться организацией новых мануфактур.
В 1741 году он стал масоном. После женитьбы на дочери богатого производителя кружев в 1745 году Гоцковский обрёл новые возможности. Он предложил тестю основать вельветовую мануфактуру, которую вскоре унаследовал, а также создал шёлковую фабрику, штат которой составлял 1500 человек. Параллельно успешно занимался поставками берлинскому королевскому двору различных предметов роскоши и шика. Во время Семилетней войны основал фарфоровую мануфактуру, которая через несколько лет была выкуплена Фридрихом II и переименована в Королевскую фарфоровую мануфактуру.
Важной статьёй доходов Гоцковского была деятельность на рынке живописи, где он зачастую выполнял поручения короля. В преддверии Семилетней войны Фридрих II, достаточно хорошо разбиравшийся в живописи, решил скупать картины старых фламандских и итальянских мастеров. Путешествуя по Европе, Гоцковский выкупил довольно большую коллекцию картин для короля, однако начавшаяся война ограничила финансовые возможности двора и часть картин осталась у Гоцковского.
В 1760 году, во время войны, он выступил в роли переговорщика при сдаче русским войскам Берлина. Ему удалось сократить изначально запрашиваемую русской стороной сумму контрибуции с 4 миллионов рейхсталеров до 1,5 миллиона, с русской стороны переговоры вели Готтлоб Курт Генрих Тотлебен и граф Захар Григорьевич Чернышёв. Сумму в 200 тысяч рейхсталеров на «подарок армии» он частично выделил из собственных средств, что ощутимо отразилось на его финансовом положении. Такой успех переговоров во многом обусловлен немецкими корнями русского переговорщика Тотлебена, который позже был обвинён в измене и уличён в секретной переписке с Гоцковским и самим Фридрихом II.
В апреле 1763 года заключил договор с русским агентом Свешниковым на поставку зерна уходящей русской армии, однако партнёры по этой сделке — амстердамские банкиры братья де Невилль — вскоре отказались платить по своим обязательствам и оставили Гоцковского в одиночку решать финансовые проблемы. Вскоре кредиторы попросили срочного погашения векселей, так как по всей Европе имел место послевоенный экономический кризис. Гоцковский в числе некоторых других предпринимателей обратился к королю с просьбой ввести мораторий на оплату векселей. Дело было частично решено, однако он лишился своего фарфорового производства, которое было продано королю, и обзавёлся долгом в 235 тысяч талеров, которые ему ссудили для спасения шёлковых мануфактур. Немногим позже, дабы разрешить финансовую задолженность перед российской стороной, он обратился к русскому посланнику в Берлине князю B. C. Долгорукому с предложением приобрести коллекцию картин для российской императрицы Екатерины II. Он предложил купить своё собрание живописи состоявшее из картин фламандских, голландских и итальянских художников, насчитывавшее на тот момент 317 картин, за 324 000 голландских гульденов. После торга стороны сошлись на сумме в 316 650 голландских гульденов. 11 февраля 1764 года Екатериной II был подписан указ о принятии собрания Гоцковского.
12 мая 1764 года, король Фридрих II распорядился о свободном вывозе из Пруссии 37 ящиков с картинами, ставшими собственностью царской короны. В описи (ныне утерянной) подробно были описаны 227 полотен, про остальные было сказано «Ещё имеется 90 картин, которые все весьма хороши, но поскольку я не уверен, на самом ли деле все оные оригиналы, то я указываю их общее число». Среди авторов полотен можно выделить имена Рафаэля, ван Дейка, Рубенса, Рембрандта, Халса, Ливенса, Гвидо Рени, Йорданса и некоторых других. Однако следует очень аккуратно относиться к атрибуциям, так как в списке было очень много ошибок, в том числе и орфографических, что скорее всего говорит о спешности его составления.
Среди выдающихся полотен, которые стали основой коллекции Эрмитажа, можно выделить: «Новый рынок в Амстердаме» Бартоломеуса ван дер Хелста, «Портрет молодого человека с перчаткой в руке» Франса Халса, «Адам и Ева» и «Крещение» Хендрика Голциуса, «Повар у стола с дичью» Франса Снайдерса, «Гуляки» Яна Стена. Несколько картин сейчас находятся в других музеях: так, два полотна Рембрандта — «Артаксеркс, Амман и Эсфирь» и «Неверие апостола Фомы» — находятся в экспозиции ГМИИ им. А. С. Пушкина, а ещё одна, «Мужчина в восточном костюме», в ходе продажи картин из коллекции Эрмитажа в 1930-х годах была куплена Эндрю Меллоном и хранится теперь в Национальной галерее искусства в Вашингтоне.
В январе 1763 года второй раз женился на 25-летней балерине. В 1766 году, так окончательно не выйдя из кризиса и сильно испортив свою деловую репутацию предыдущей сделкой, Гоцковский признал себя банкротом. Умер 9 августа 1775 года в Берлине. Его именем названы улица и мост в Берлине.

Картины Гоцковского из собрания Эрмитажа
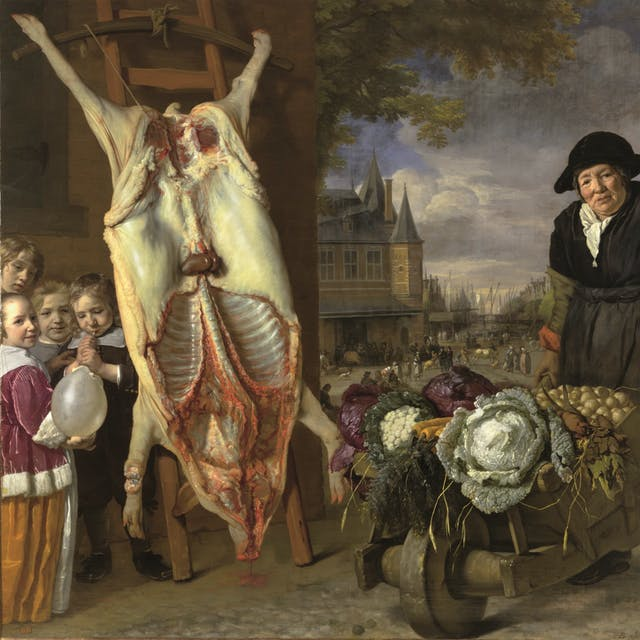
Бартоломеус ван дер Хелст. «Новый рынок в Амстердаме». 1666 год.
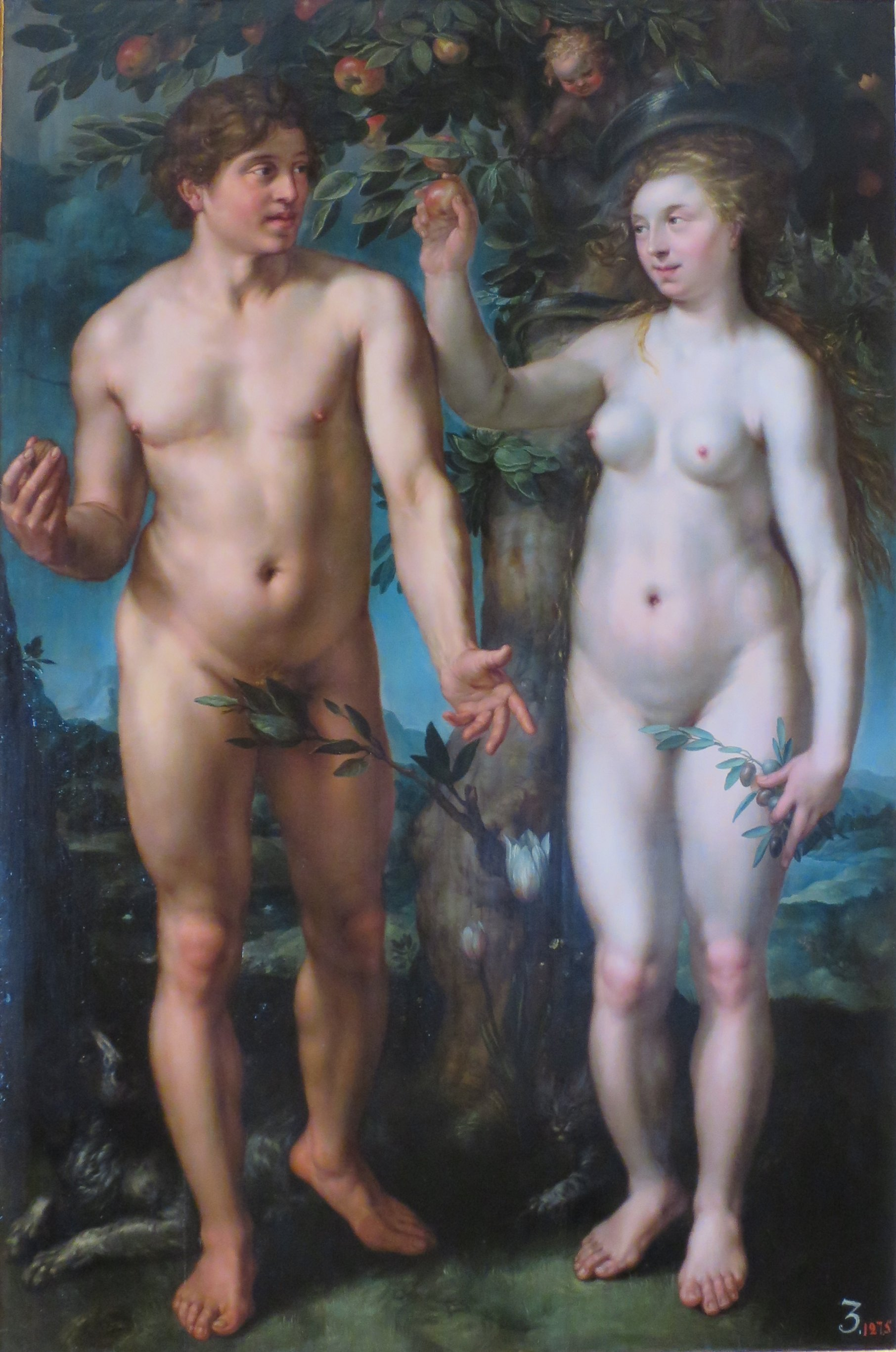
Хендрик Гольциус. «Адам и Ева». 1608 год.
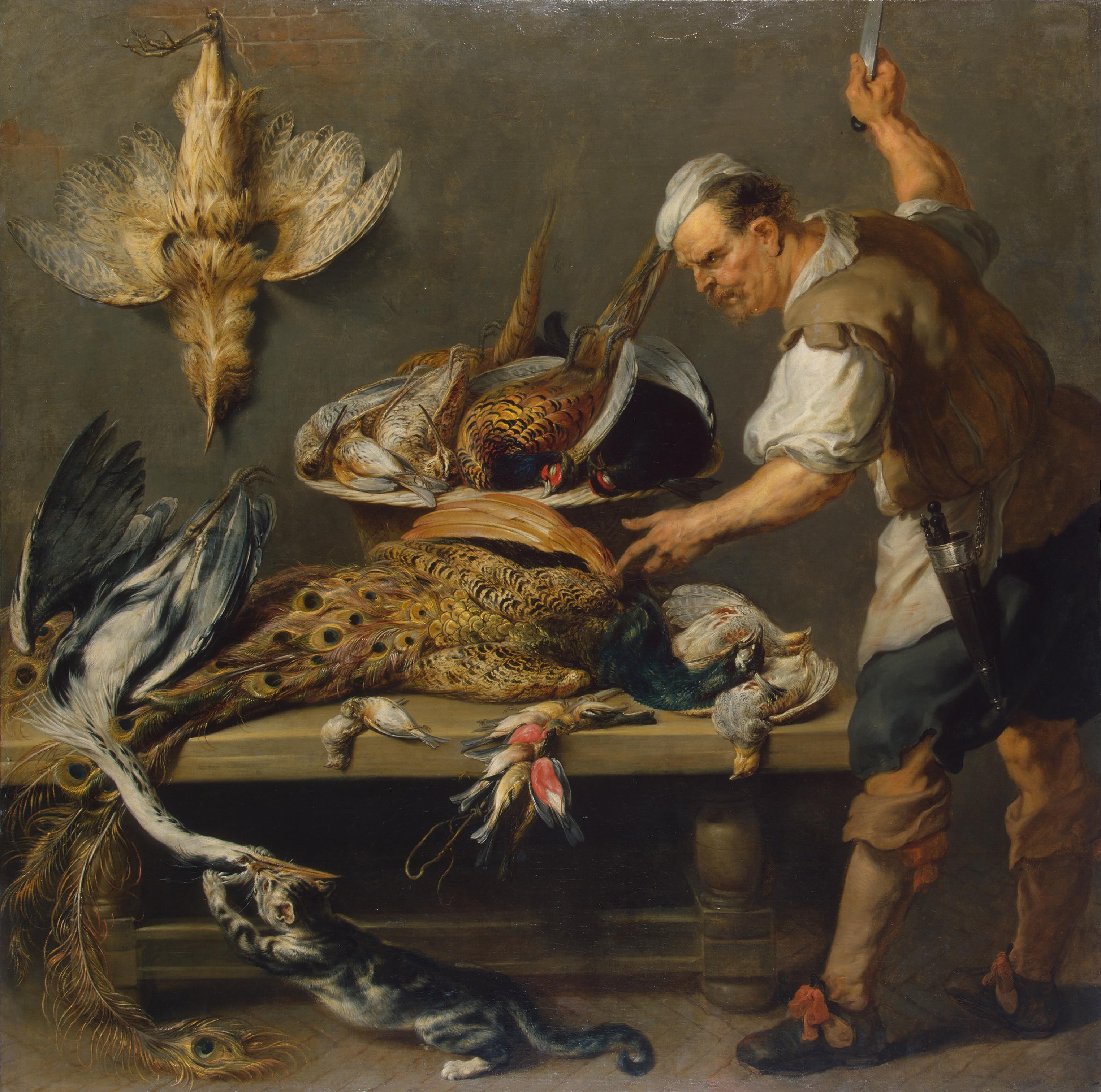
Франс Снейдерс. «Повар у стола с дичью». Около 1634-1637 годов.
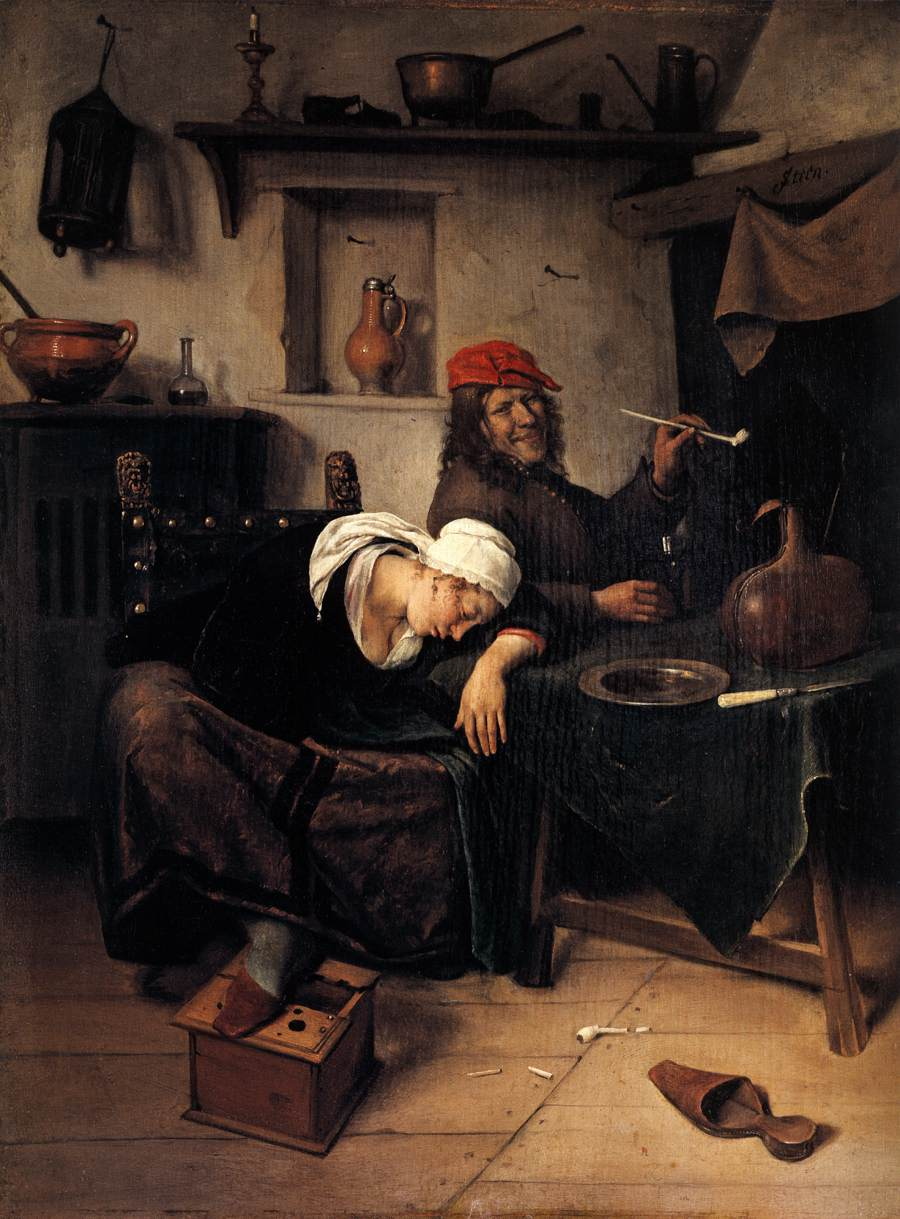
Ян Стен. «Гуляки». Около 1660 года.
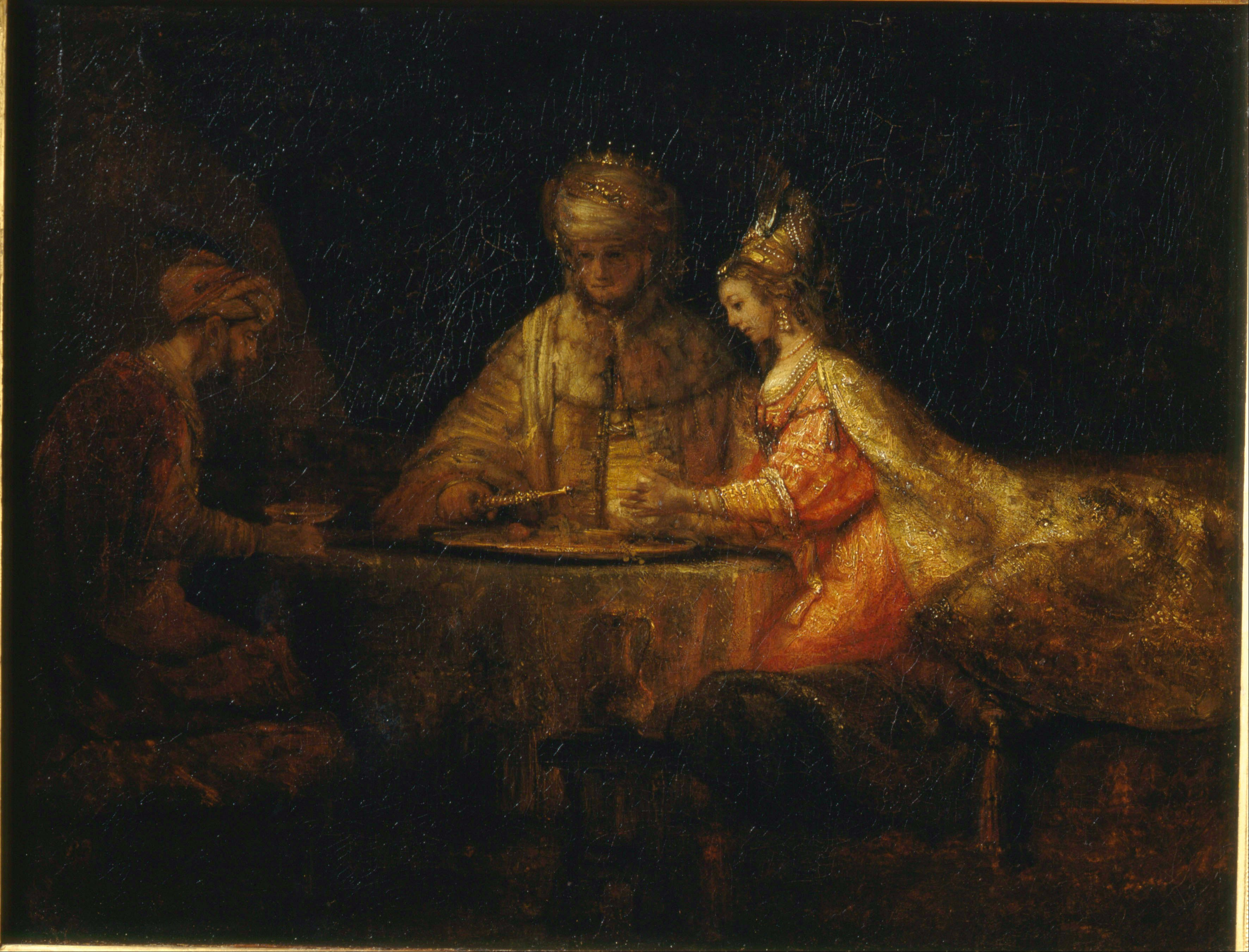
Рембрандт. «Артаксеркс, Аман и Эсфирь». 1660 год.
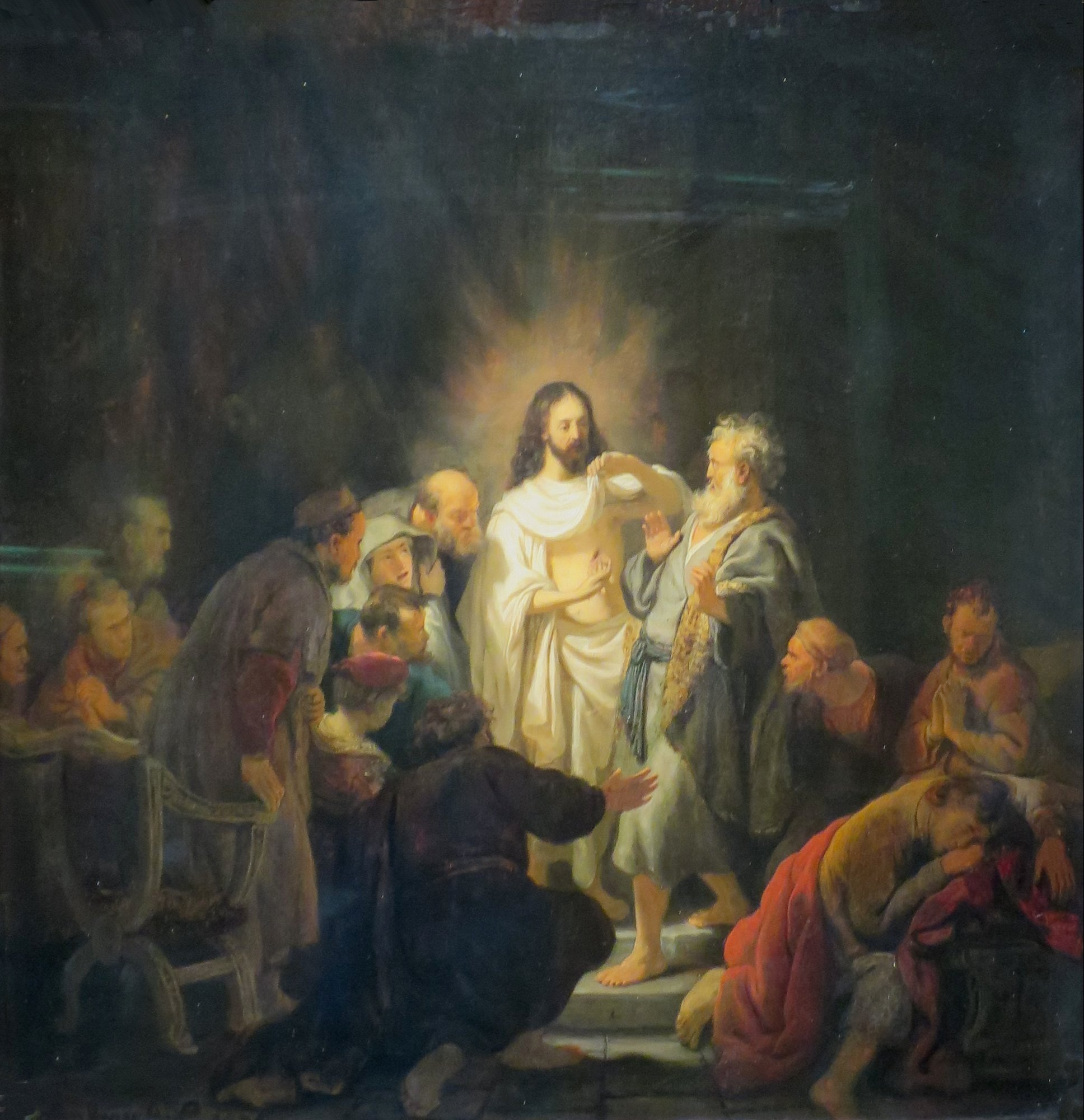
Рембрандт. «Неверие апостола Фомы». 1634 год.
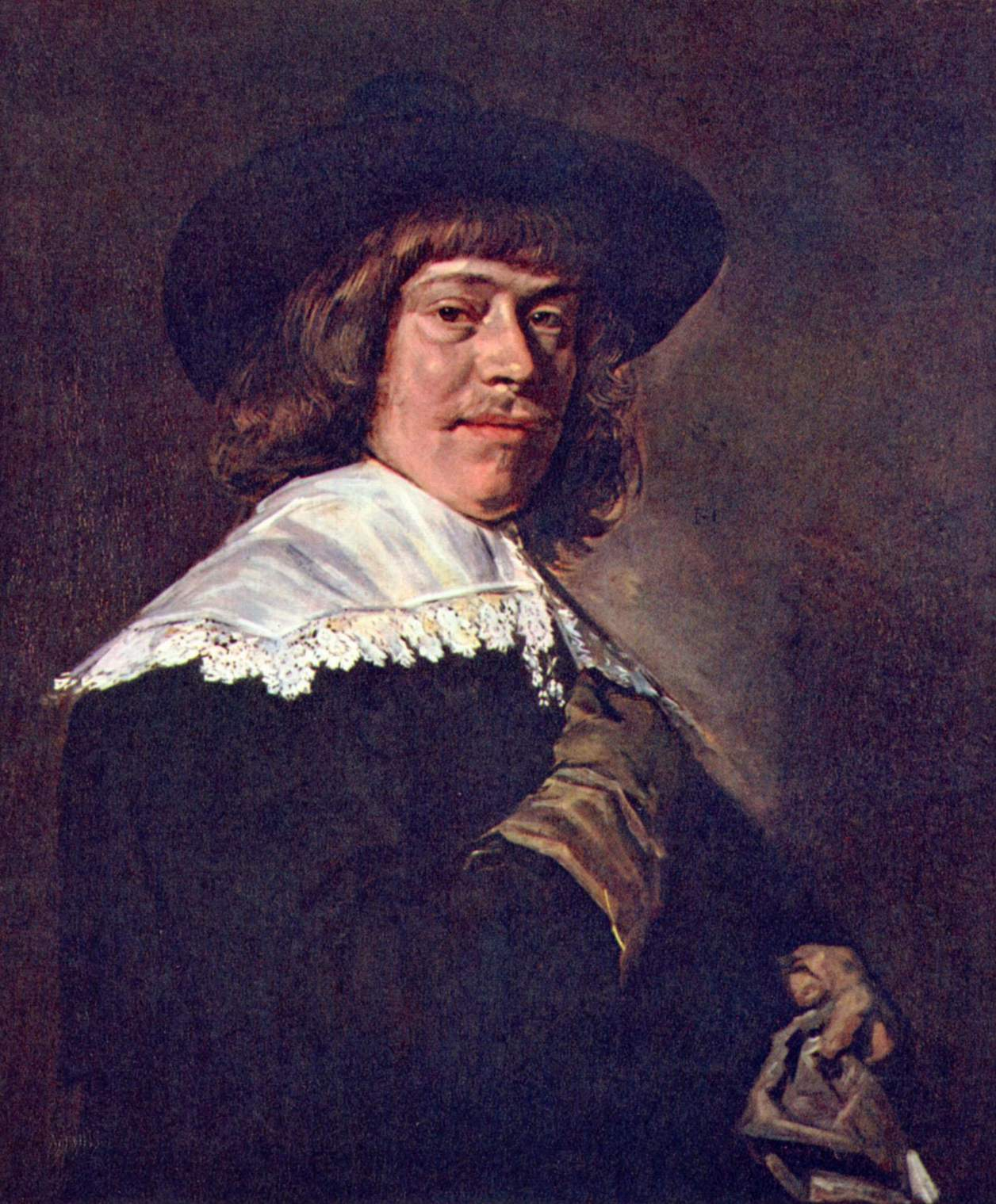
Франс Халс. «Портрет молодого человека с перчаткой в руке». 1650 год.
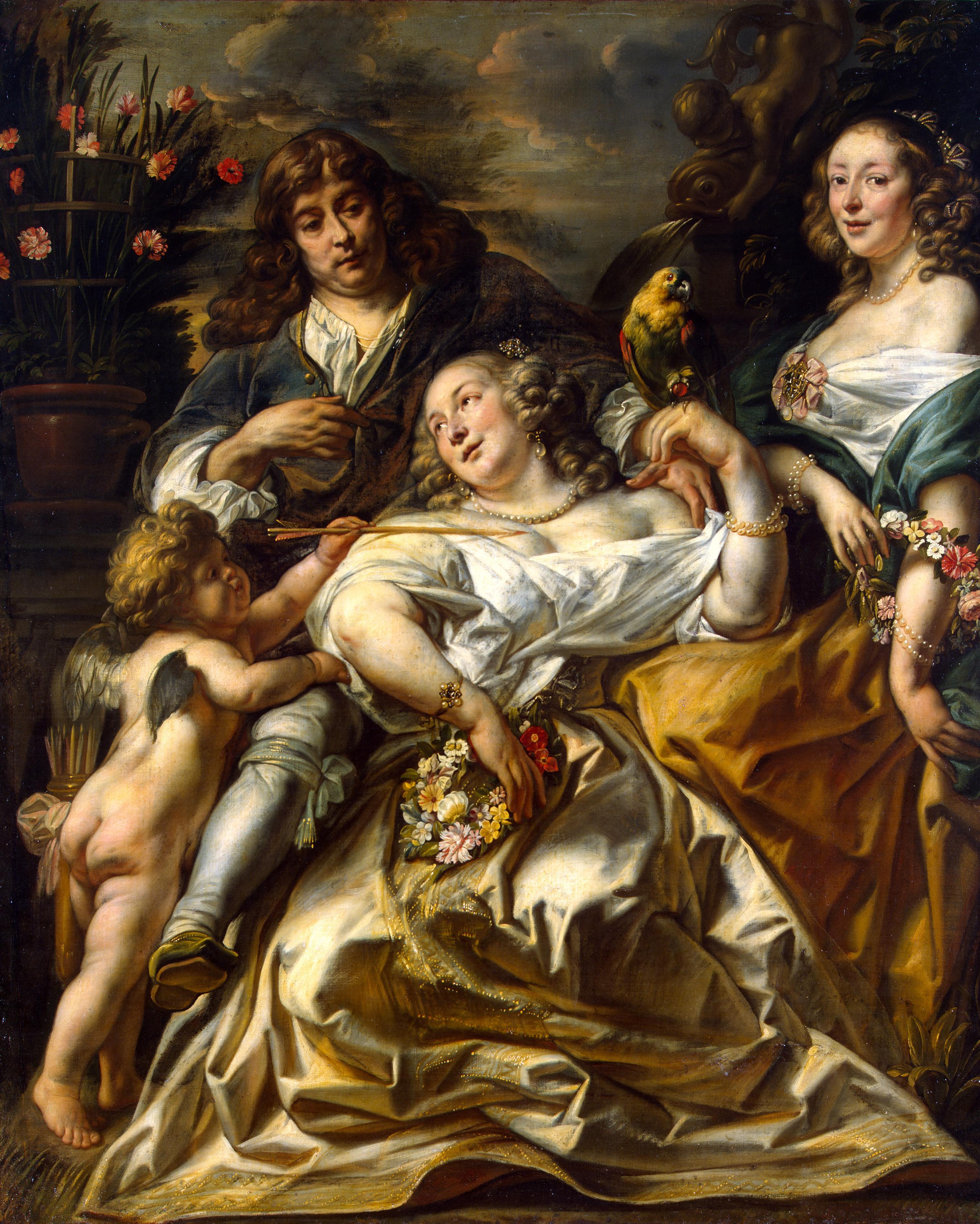
Якоб Йорданс. «Аллегорический семейный портрет». Около 1650-1652 годов.